# Sandbergs bådan
Sandbergs bådan är en ö i Finland. Den ligger i Bottenhavet och i kommunen Kristinestad i den ekonomiska regionen  Sydösterbotten i landskapet Österbotten, i den västra delen av landet. Ön ligger omkring 98 kilometer söder om Vasa och omkring 300 kilometer nordväst om Helsingfors.
Öns area är 0,6 hektar och dess största längd är 150 meter i nord-sydlig riktning. Runt Sandbergs bådan är det glesbefolkat, med 11 invånare per kvadratkilometer. Närmaste större samhälle är Kristinestad, 5,6 km nordost om Sandbergs bådan.